# Glicosintasi
Si definiscono glicosintasi una specifica classe di glicosidasi progettate tramite ingegneria genetica (attraverso apposite mutazioni sul sito attivo) per catalizzare la formazione di un legame glicosidico, al fine di produrre oligosaccaridi non idrolizzabili a partire da monosaccaridi. Attraverso le glicosintasi è dunque possibile produrre elevate quantità di oligosaccaridi senza che essi vengano degradati. Le glicosintasi derivano dagli enzimi glicosidasi, che catalizzano l'idrolisi dei legami glicosidici. Di solito vengono prodotte grazie alla mutazione di un amminoacido nucleofilo del sito attivo (solitamente un aspartato o glutammato), che viene trasformato in un amminoacido più piccolo e non nucleofilo (solitamente alanina o glicina).

## La prima glicosintasi
Gli enzimi glicosintasici sono stati prodotti a partire dalla scoperta che un cambiamento del nucleofilo del sito attivo di una glicosidasi produceva una proteina priva di attività di idrolasi. Inoltre venne scoperto che alcune glicosidasi erano in grado di catalizzare l'idrolisi dei glicosil fluoruri che avevano configurazione anomala. Gli enzimi subivano una reazione di trans glicosilazione per formare un disaccaride substrato per l'idrolasi. La prima glicosintasi è derivata da una mutazione della β-glucosidasi / galattosidasi di un  Agrobacterium in cui il glutammato nucleofilo 358 era stato trasformato in alanina mediante mutagenesi sito specifica. L'enzima incubato con α-glicosil fluoruri e uno zucchero accettore catalizza la reazione di transglicosidazione senza idrolisi. Questa glicosintasi è stata utilizzata per sintetizzare una serie di disaccaridi e trisaccaridi con rese tra il 64% e il 92%.

## Meccanismo
Il meccanismo di reazione della glicosintasi è simile alla reazione di idrolisi delle glicosidasi a parte il fatto che non viene formato alcun intermedio enzimatico covalente. La mutazione del sito attivo nucleofilo a non nucleofilo impedisce la formazione dell'intermedio. È richiesto un donatore con un buon gruppo uscente (spesso un fluoro). Il gruppo uscente è rimosso da un gruppo alcolico dello zucchero accettore grazie all'aminoacido presente nel sito attivo dell'enzima.

## Applicazioni attuali
La prima glicosintasi era una esoglicosidasi che catalizzava la formazione di glicosidi formati da glucosio e galattosio legati da legami β 1-4. Successivamente, a partire da questi enzimi, sono stati creati mutanti dell'endoglicosidasi, e della glicosidasi inversa. I substrati della glicosintasi includono glucosio, galattosio, mannosio, xilosio e acido glucuronico. I metodi moderni di preparazione della glicosintasi si avvalgono dell'evoluzione diretta per introdurre modifiche al fine di migliorare la funzionalità dell'enzima.

## Limitazioni
Le glicosintasi sono utili per la preparazione degli oligosaccaridi; tuttavia, il loro uso ha diverse limitazioni. La prima glicosintasi può essere utilizzata solo per sintetizzare glicosidi per i quali esiste una glicosidasi nota. Inoltre la glicosidasi deve essere prima convertita in una glicosintasi, il che non è sempre possibile. Infine, le glucosintasi sono specifiche per lo zucchero del donatore, ma possono essere specifiche anche per lo zucchero accettore. Ciò può comportare una regioselettività diversa a seconda dell'accettore, e quindi dare prodotti con diversi collegamenti glicosidici.